# 2015年の音楽
2015年の音楽（2015ねんのおんがく）では、2015年の音楽分野に関する動向をまとめる。
2014年の音楽-2015年の音楽-2016年の音楽

## 世界で最も売れたアーティスト
IFPI Global Recording Artist of the Year
1. アデル
2. エド・シーラン
3. テイラー・スウィフト
4. ジャスティン・ビーバー
5. ワン・ダイレクション
6. コールドプレイ
7. マルーン5
8. サム・スミス
9. ドレイク
10. ザ・ウィークエンド

## 動向

### 1月
- 17日 - 4人組のガールズバンド、Silent Sirenが初の日本武道館ライブを開催した[2]。

### 3月
- 2日 - 前年7月にライブ活動からの卒業を発表していた氷室京介のラストライブが、翌2016年春の横浜スタジアムでのリベンジライブであることが一旦正式決定[3]（しかし後にラストライブの概要が翌2016年春の4大ドームツアーに変更）。
- 3日 - Berryz工房が日本武道館ライブを最後に無期限活動停止となった[4]。
- 17日 - indigo la Endのサポートメンバーを務めていた佐藤栄太郎がこの日開催されたワンマンツアー「幸せが溢れたら」の中野サンプラザホール公演にて正式メンバーとなることが発表[5]。
- 31日 - サザンオールスターズが前作から9年半ぶり[注 1] となるオリジナル・アルバム『葡萄』を発売する[6]。

### 4月
- 3日 - NMB48の結成当時から在籍していたメンバー、山田菜々がこの日の23歳の誕生日を以って同グループを卒業した[7]。
- 12日 - EXILEのリーダーHIROの妻で歌手・女優の上戸彩が妊娠していることを、両者の所属事務所を通じて発表[8]。

### 6月
- 2日 - オリコンアルバムチャートにて、テレビアニメ『ラブライブ!』のキャラクターによるアイドルユニット「μ's」によるベストアルバム『μ's Best Album Best Live! Collection II』が初登場1位を獲得。さらに月間アルバムチャートでも1位となり、アニメのキャラクター名義としては初となる月間1位を達成した[9]。
- 4日 - Mr.Childrenが全国ツアーの最終日であるこの日に、2年7ヶ月ぶりのニューアルバム『REFLECTION』を発売する[10]。
- 11日 - サカナクションのベーシスト・草刈愛美が一般男性との第1子女児出産を報告[11]。バンドは1月に草刈の産休の為にライブ活動を休止していたが[12]、10月から新たなツアーを皮切りにライブ活動を再開することも同時に発表した。
- 19日 - 絢香が夫の俳優・水嶋ヒロとの第1子女児出産を報告[13]。
- 22日 - EXILEの松本利夫、ÜSA、MAKIDAIが年内を以ってパフォーマーを引退することを発表[14]。
- 26日 - THE YELLOW MONKEYの吉井和哉がタレントの眞鍋かをりとのできちゃった結婚を発表[15]。

### 7月
- 3日 - 宇多田ヒカルが公式サイトにて第1子となる男児を出産したことを発表[16]。

### 8月
- 4日 - AKB48の川栄李奈がAKB48劇場での公演を以って卒業した[17]。
- 8日 - Every Little Thingの持田香織がスポーツトレーナーと結婚[18]。
- 17日 - AKB48の倉持明日香がAKB48劇場での公演を以って卒業した[19]。
- 19日 - EXILEのリーダーHIROの妻で歌手・女優の上戸彩が第1子となる女児を出産したことを、両者の所属事務所を通じて発表[20]。
- 30日 - SKE48の松井玲奈がこの日行われる豊田スタジアムのコンサートを以って同グループを卒業[21]。

### 9月
- 9日 - SMAPが翌2016年のデビュー25周年に先駆けて、55枚目の記念シングル「Otherside/愛が止まるまでは」を発売[22]（しかし翌2016年は8月にSMAPの解散が決定し、新曲も発表されていないため、同作がラストシングルとなる）。
- 10日 - つんく♂が前年10月にハロー!プロジェクト総合プロデューサーを退いていたことを手記『だから、生きる。』で明らかにする[23]。
- 11日 - TOKIOの国分太一が元TBS社員の一般女性と結婚[24]。
- 23日 - RADWIMPSの山口智史が持病の悪化により無期限休養を発表[25]。
- 28日 - 福山雅治が女優の吹石一恵と結婚[26]。

### 10月
- 7日 - Flower及びE-girlsの市來杏香がグループ卒業と芸能界引退を発表。同時に同グループのErieもパフォーマーを卒業しDJに専念することを発表[27]。
- 31日 - アイドリング!!!が日本武道館での公演を以って全員卒業[28]。

### 11月
- 5日 - AKB48の派生ユニット・フレンチ・キスがさいたまスーパーアリーナでの公演を以って解散[29]。
- 23日 - 前年12月にAKB48からの卒業を発表していた高橋みなみの卒業日が、翌2016年3月28日のAKB48劇場での卒業公演であることが正式決定[30]（しかし後の翌2016年1月1日に卒業公演が翌2016年4月8日の高橋自身の誕生日に変更）。
- 24日 - KAT-TUNの田口淳之介が日本テレビ「日テレ系音楽の祭典 ベストアーティスト」内で、翌2016年春にグループから脱退、ジャニーズ事務所を退所することを発表[31]。
- 24日 - 演歌歌手の都はるみが、翌2016年の1年間単独コンサート活動を休止することを発表[32]。
- 28日 - 2010年に引退した愛内里菜こと垣内りかが、東京都内でのトークライブイベント「R-box vol. 1&vol.2」で歌手活動復帰を宣言[33]。
- 29日 - アンジュルムの福田花音がグループを卒業[34]。

### 12月
- 6日 - WaTが東京・品川のステラボールで7年半ぶりの単独公演を行い、翌2016年2月11日を以って解散することを発表[35]。
- 9日 - AKB48のシングル「唇にBe My Baby」が同月8日付のオリコンデイリーチャートで81.3万枚を売り上げて、AKB48のシングル総売上が3615.8万枚となり、B'zの3580.9万枚を上回って歴代1位に躍り出た[36]。
- 16日 - 宮澤佐江がフジテレビ「2015 FNS歌謡祭」内でSNH48及びSKE48を卒業することを発表。卒業日はこの時点で未定とされていた[37] が、翌2016年1月24日に同年3月31日が卒業日であることが決定。
- 18日 - 前年7月にライブ活動からの卒業を発表していた氷室京介の翌2016年春のラストライブの具体概要が発表（横浜スタジアムから4大ドームツアー（京セラドーム大阪、ナゴヤドーム、福岡ヤフオクドーム、東京ドーム）に変更）[38]。
- 28日 - 東京女子流の小西彩乃がグループ卒業と芸能界引退を発表[39]。
- 31日 - モーニング娘。の鞘師里保がグループを卒業[40]。

## 洋楽シングル
- アデル - 「ハロー」
- アリアナ・グランデ - 「フォーカス」
- ザ・ウィークエンド - 「ザ・ヒルズ」「キャント・フィール・マイ・フェイス」
- エリー・ゴールディング「オン・マイ・マインド」
- カーリー・レイ・ジェプセン - 「アイ・リアリー・ライク・ユー」
- ケリー・クラークソン - 「ハートビート・ソング」
- サム・スミス - 「ライティングズ・オン・ザ・ウォール」
- ザラ・ラーソン - 「ネヴァー・フォーゲット・ユー」
- マドンナ - 「ビッチ・アイム・マドンナ」

## 洋楽アルバム
- ウィル・ヤング - 『85% プルーフ』
- ジェフ・リンズELO - 『アローン・イン・ザ・ユニバース』
- カーリー・レイ・ジェプセン - 『エモーション』
- ジャネット・ジャクソン - 『アンブレイカブル』
- ボズ・スキャッグス - 『ア・フール・トゥ・ケア』

## ジャズ
- ジャック・ディジョネット – Made in Chicago[41]
- Mauris Neset – Pinball

## クラシック
- マイケル・ナイマン – War Work[42]

## 日本のシングル
- AKB48が、1位から4位まで全てミリオンセラーを達成し、年間TOP4を独占した。
- アイドル、LDH、K-POP以外で年間TOP50にチャートインしたアーティストは、BUMP OF CHICKEN、B'zのみとなっている。

### 年間TOP50
※提供：オリコン（2014年12月8日 - 2015年12月13日集計）
- 1位 AKB48 - 「僕たちは戦わない」
- 2位 AKB48 - 「ハロウィン・ナイト」
- 3位 AKB48 - 「Green Flash」
- 4位 AKB48 - 「唇にBe My Baby」
- 5位 SKE48 - 「コケティッシュ渋滞中」
- 6位 乃木坂46 - 「今、話したい誰かがいる」
- 7位 乃木坂46 - 「太陽ノック」
- 8位 乃木坂46 - 「命は美しい」
- 9位 嵐 - 「青空の下、キミのとなり」
- 10位 NMB48 - 「Don't look back!」
- 11位 嵐 - 「Sakura」
- 12位 嵐 - 「愛を叫べ」
- 13位 Kis-My-Ft2 - 「Thank youじゃん!」
- 14位 SKE48 - 「前のめり」
- 15位 三代目 J Soul Brothers from EXILE TRIBE - 「starting over」
- 16位 SKE48 - 「12月のカンガルー」
- 17位 NMB48 -「ドリアン少年」
- 18位 NMB48 -「Must be now」
- 19位 Kis-My-Ft2 - 「Kiss魂」
- 20位 HKT48 - 「12秒」
- 21位 関ジャニ∞ - 「前向きスクリーム!」
- 22位 HKT48 feat.氣志團 - 「しぇからしか!」
- 23位 三代目 J Soul Brothers from EXILE TRIBE - 「O.R.I.O.N.」
- 24位 三代目 J Soul Brothers from EXILE TRIBE -「Summer Madness」
- 25位 Hey! Say! JUMP -「キミアトラクション」
- 26位 ラブ・クレッシェンド - 「コップの中の木漏れ日」
- 27位 Kis-My-Ft2 - 「AAO」
- 28位 BUMP OF CHICKEN - 「Hello,world!/コロニー」
- 29位 Kis-My-Ft2 - 「最後もやっぱり君」
- 30位 KAT-TUN - 「Dead or Alive」
- 31位 三代目 J Soul Brothers from EXILE TRIBE -「Unfair World」
- 32位 B'z - 「RED」
- 33位 福山雅治 - 「I am a HERO」
- 34位 EXO - 「Love Me Right 〜romantic universe〜」
- 35位 SMAP - 「華麗なる逆襲/ユーモアしちゃうよ」
- 36位 関ジャニ∞ - 「強く 強く 強く」
- 37位 B'z - 「有頂天」
- 38位 Hey! Say! JUMP - 「Chau＃/我 I Need You」
- 39位 KinKi Kids - 「夢を見れば傷つくこともある」
- 40位 SMAP - 「Otherside/愛が止まるまでは」
- 41位 KAT-TUN - 「KISS KISS KISS」
- 42位 東方神起 - 「サクラミチ」
- 43位 GENERATIONS from EXILE TRIBE - 「ALL FOR YOU」
- 44位 関ジャニ∞ - 「侍唄」
- 45位 NEWS - 「KAGUYA」
- 46位 JYJ - 「WAKE ME TONIGHT」
- 47位 舞祭組 - 「やっちゃった!!」
- 48位 モーニング娘。 - 「Oh my wish!/スカッとMy Heart/今すぐ飛び込む勇気」
- 49位 仮面女子 - 「元気種☆」
- 50位 2PM - 「HIGHER」

### インディーズシングル年間10
- 1位 JYJ「WAKE ME TONIGHT」
- 2位 仮面女子「元気種☆」
- 3位 己龍「九尾」
- 4位 超特急 feat.マーティー・フリードマン「Beautiful Chaser」
- 5位 己龍/Royz/コドモドラゴン「FAMILY PARTY」
- 6位 虹のコンキスタドール「THE☆有頂天サマー!!」
- 7位 超特急「スターダスト LOVE TRAIN/バッタマン」
- 8位 PrizmaX「Lonely summer days」
- 9位 A応P/内田裕也と183ファミリーバンド「はなまるぴっぴはよいこだけ/183の日本トレビアンROCK'N ROLL」
- 10位 Ken Yokoyama「I Won't Turn Off My Radio」

### 演歌・歌謡年間10
- 1位 三山ひろし「お岩木山」
- 2位 山内惠介「スポットライト」
- 3位 氷川きよし「愛しのテキーロ/男花」
- 4位 水森かおり「大和路の恋」
- 5位 氷川きよし「さすらい慕情」
- 6位 市川由紀乃「命咲かせて」
- 7位 福田こうへい「おかげさま」
- 8位 島津亜矢「独楽」
- 9位 竹島宏「哀愁物語」
- 10位 五木ひろし「夕陽燦燦」

### Billboard Japan 年間TOP10
※Billboard JAPAN 集計期間: 2014年12月 - 2015年11月
出典:
- 1位 三代目 J Soul Brothers from EXILE TRIBE - 「R.Y.U.S.E.I.」
- 2位 嵐 - 「Sakura」
- 3位 嵐 - 「愛を叫べ」
- 4位 嵐 - 「青空の下、キミのとなり」
- 5位 SEKAI NO OWARI - 「Dragon Night」
- 6位 カーリー・レイ・ジェプセン - 「アイ・リアリー・ライク・ユー」
- 7位 三代目 J Soul Brothers from EXILE TRIBE - 「Summer Madness」
- 8位 AKB48 - 「僕たちは戦わない」
- 9位 ゲスの極み乙女。 - 「私以外私じゃないの」
- 10位 家入レオ - 「君がくれた夏」

### iTunes Best of 2015 トップセラーソング
出典:
- 1位 SEKAI NO OWARI：「Dragon Night」
- 2位 三代目 J Soul Brothers from EXILE TRIBE：「R.Y.U.S.E.I.」
- 3位 テイラー・スウィフト：「シェイク・イット・オフ〜気にしてなんかいられないっ!!」
- 4位 カーリー・レイ・ジェプセン：「アイ・リアリー・ライク・ユー」
- 5位 UNISON SQUARE GARDEN：「シュガーソングとビターステップ」
- 6位 家入レオ：「君がくれた夏」
- 7位 西野カナ：「もしも運命の人がいるのなら」
- 8位 ゲスの極み乙女。：「私以外私じゃないの」
- 9位 秦基博：「ひまわりの約束」
- 10位 西野カナ：「トリセツ」

### ゴールドディスク認定
| 作品名                                                                                        | 認定       |
| ミリオン                                                                                      | ミリオン   |
| --------------------------------------------------------------------------------------------- | ---------- |
| AKB48「唇にBe My Baby」                                                                       | 2015年12月 |
| トリプル・プラチナ                                                                            |            |
| 乃木坂46「今、話したい誰かがいる」                                                            | 2015年11月 |
| 乃木坂46「命は美しい」                                                                        | 2019年11月 |
| ダブル・プラチナ                                                                              |            |
| 嵐「愛を叫べ」                                                                                | 2015年9月  |
| NMB48「Must be now」                                                                          | 2015年10月 |
| 乃木坂46「今、話したい誰かがいる」                                                            | 2015年10月 |
| プラチナ                                                                                      |            |
| 三代目 J Soul Brothers from EXILE TRIBE「Unfair World」                                       | 2015年9月  |
| Hey! Say! JUMP「キミアトラクション」                                                          | 2015年10月 |
| HKT48 feat.氣志團「しぇからしか!」                                                            | 2015年11月 |
| EXO「Love Me Right 〜romantic universe〜」                                                    | 2015年11月 |
| ラブ・クレッシェンド「コップの中の木漏れ日」                                                  | 2015年11月 |
| ゴールド                                                                                      |            |
| A.B.C-Z「Moonlight walker」                                                                   | 2015年9月  |
| GENERATIONS from EXILE TRIBE「ALL FOR YOU」                                                   | 2015年9月  |
| SMAP「Otherside/愛が止まるまでは」                                                            | 2015年9月  |
| SUPER☆GiRLS「イッチャって♪ ヤッチャって♪」                                                    | 2015年9月  |
| SEKAI NO OWARI「SOS/プレゼント」                                                              | 2015年9月  |
| 三山ひろし「お岩木山」                                                                        | 2015年9月  |
| Kis-My-Ft2「AAO」                                                                             | 2015年10月 |
| 2PM「HIGHER」                                                                                 | 2015年10月 |
| Perfume「STAR TRAIN」                                                                         | 2015年10月 |
| Kis-My-Ft2「最後もやっぱり君」                                                                | 2015年11月 |
| KinKi Kids「夢を見れば傷つくこともある」                                                      | 2015年11月 |
| 防弾少年団「FOR YOU」                                                                         | 2015年11月 |
| EXILE「Ki・mi・ni・mu・chu」                                                                  | 2015年12月 |
| 関ジャニ∞「侍唄」                                                                             | 2015年12月 |
| Sexy Zone「カラフル Eyes」                                                                    | 2015年12月 |
| Flower「瞳の奥の銀河」                                                                        | 2015年12月 |
| イヤミ feat.おそ松×カラ松×チョロ松×一松×十四松×トド松 「SIX SAME FACES 〜今夜は最高!!!!!!〜」 | 2015年12月 |
| 防弾少年団「I NEED U（Japanese Ver.）」                                                       | 2015年12月 |
| モーニング娘。'15「冷たい風と片思い/ENDLESS SKY/One and Only」                                | 2015年12月 |
| 西野カナ「トリセツ」                                                                          | 2016年2月  |
| μ's「HEART to HEART!」                                                                        | 2016年7月  |
| Superfly「黒い雫 & Coupling Songs: 'Side B'」                                                 | 2016年11月 |
| 星野源「SUN」                                                                                 | 2017年1月  |
| Aqours「君のこころは輝いてるかい?」                                                           | 2017年5月  |
| グランブルーファンタジー「キミとボクのミライ 〜GRANBLUE FANTASY〜」                           | 2018年12月 |
| back number「クリスマスソング」                                                               | 2018年12月 |

## 日本のアルバム

### 年間TOP50
※提供：オリコン（2014年12月8日 - 2015年12月13日集計）
- 1位  嵐 -『Japonism』
- 2位 三代目 J Soul Brothers from EXILE TRIBE -『PLANET SEVEN』
- 3位  DREAMS COME TRUE -『DREAMS COME TRUE THE BEST! 私のドリカム』
- 4位 AKB48 -『ここがロドスだ、ここで跳べ!』
- 5位 AKB48 - 『0と1の間』
- 6位 Mr.Children - 『REFLECTION』
- 7位 サザンオールスターズ - 『葡萄』
- 8位 SEKAI NO OWARI - 『Tree』
- 9位 関ジャニ∞ - 『関ジャニ∞の元気が出るCD!!』
- 10位 Kis-My-Ft2 - 『KIS-MY-WORLD』
- 11位 乃木坂46 - 『透明な色』
- 12位 B'z - 『EPIC DAY』
- 13位 EXILE - 『19 -Road to AMAZING WORLD-』
- 14位 E-girls - 『E.G. TIME』
- 15位 東方神起 - 『WITH』
- 16位 安室奈美恵 - 『_genic』
- 17位 ONE OK ROCK -『 35xxxv』
- 18位 V6 - 『SUPER Very best』
- 19位 Hey! Say! JUMP - 『JUMPing CAR』
- 20位 福山雅治 - 『「魂リク」』
- 21位 いきものがかり - 『FUN! FUN! FANFARE!』
- 22位 back number - 『シャンデリア』
- 23位 Superfly - 『WHITE』
- 24位  サウンド・トラック - 『ワイルド・スピード SKY MISSION オリジナル・サウンドトラック』
- 25位 浜田省吾 - 『Journey of a Songwriter 〜 旅するソングライター』
- 26位 星野源 - 『YELLOW DANCER』
- 27位 KinKi Kids - 『M album』
- 28位 Acid Black Cherry - 『L-エル-』
- 29位 ザ・ビートルズ - 『ザ・ビートルズ1』
- 30位 テイラー・スウィフト - 『1989』
- 31位 μ's -『μ's Best Album Best Live! Collection II』
- 32位 AAA - 『AAA 10th ANNIVERSARY BEST』
- 33位 NEWS - 『White』
- 34位 徳永英明 -『VOCALIST 6』
- 35位 ナオト・インティライミ - 『THE BEST!』
- 36位 Sexy Zone - 『Sexy Power3』
- 37位 TUBE - 『Best of TUBEst 〜All Time Best〜』
- 38位 西野カナ - 『Secret Collection 〜GREEN〜』
- 39位 ジャニーズWEST - 『パリピポ』
- 40位 Flower -『花時計』
- 41位 西野カナ - 『Secret Collection 〜RED〜』
- 42位 GENERATIONS from EXILE TRIBE - 『GENERATION EX』
- 43位 ジャニーズWEST - 『ラッキィィィィィィィ7』
- 44位 MAN WITH A MISSION - 『5 Years 5 Wolves 5 Souls』
- 45位 西野カナ - 『with LOVE』
- 46位 堂本光一 - 『Spiral』
- 47位 GReeeeN - 『C、Dですと!?』
- 48位 JUJU - 『Request II』
- 49位 水樹奈々 - 『SMASHING ANTHEMS』
- 50位 和楽器バンド - 『八奏絵巻』

### インディーズアルバム年間10
- 1位 矢沢永吉「ALL TIME BEST ALBUM II」
- 2位 ゴールデンボンバー「ノーミュージック・ノーウエポン」
- 3位 WANIMA「Are You Coming?」
- 4位 槇原敬之「Lovable People」
- 5位 赤西仁「Me」
- 6位 Ken Yokoyama「Sentimental Trash」
- 7位 SAKEROCK「SAYONARA」
- 8位 Def Tech「Howzit!?」
- 9位 MONGOL800「People People」
- 10位 FACT「KTHEAT」

### ゴールドディスク認定
| 作品名                                                                                         | 認定       |
| ミリオン                                                                                       | ミリオン   |
| ---------------------------------------------------------------------------------------------- | ---------- |
| 嵐「Japonism」                                                                                 | 2015年10月 |
| DREAMS COME TRUE「DREAMS COME TRUE THE BEST! 私のドリカム」                                    | 2015年12月 |
| トリプル・プラチナ                                                                             |            |
| AKB48「0と1の間」                                                                              | 2015年11月 |
| プラチナ                                                                                       |            |
| 関ジャニ∞「関ジャニ∞の元気が出るCD!!」                                                         | 2015年11月 |
| back number「シャンデリア」                                                                    | 2015年12月 |
| 福山雅治「福の音」                                                                             | 2015年12月 |
| V6「SUPER Very best」                                                                          | 2015年12月 |
| 星野源「YELLOW DANCER」                                                                        | 2015年12月 |
| ゴールド                                                                                       |            |
| AAA「AAA 10th ANNIVERSARY BEST」                                                               | 2015年9月  |
| 米津玄師「Bremen」                                                                             | 2015年10月 |
| 大原櫻子「HAPPY」                                                                              | 2015年11月 |
| クリス・ハート「Heart Song III」                                                               | 2015年11月 |
| 西野カナ「Secret Collection 〜RED〜」                                                          | 2015年11月 |
| 西野カナ「Secret Collection 〜GREEN〜」                                                        | 2015年11月 |
| 水樹奈々「SMASHING ANTHEMS」                                                                   | 2015年11月 |
| 和楽器バンド「八奏絵巻」                                                                       | 2015年11月 |
| ワン・ダイレクション「メイド・イン・ザ・A.M.」                                                 | 2015年11月 |
| AI「THE BEST」                                                                                 | 2015年12月 |
| ジャニーズWEST「ラッキィィィィィィィ7」                                                        | 2015年12月 |
| JUJU「WHAT YOU WANT」                                                                          | 2015年12月 |
| 秦基博「青の光景」                                                                             | 2015年12月 |
| 松田聖子「We Love SEIKO -35th Anniversary 松田聖子究極オールタイムベスト50Songs-」             | 2015年12月 |
| カーリー・レイ・ジェプセン「エモーション」                                                     | 2016年6月  |
| ジャスティン・ビーバー「パーパス」                                                             | 2016年6月  |
| ［Alexandros］「ALXD」                                                                         | 2016年8月  |
| マルーン5「シングルス」                                                                        | 2016年8月  |
| WANIMA「Are You Coming?」                                                                      | 2017年5月  |
| ゲームミュージック「Splatoon ORIGINAL SOUNDTRACK -Splatune-」                                  | 2017年9月  |
| 鈴木雅之「ALL TIME BEST 〜Martini Dictionary〜」                                               | 2017年11月 |
| 今井美樹「Premium Ivory -The Best Songs Of All Time-」                                         | 2018年6月  |
| THE BLUE HEARTS「THE BLUE HEARTS 30th ANNIVERSARY ALL TIME MEMORIALS〜SUPER SELECTED SONGS〜」 | 2018年6月  |
| Suchmos「THE BAY」                                                                             | 2019年2月  |

## 音楽配信 (日本)
※集計：レコチョク（着うたフル+インターネット配信）

### 楽曲別年間TOP10
- 1位 三代目J Soul Brothers from EXILE TRIBE - 「R.Y.U.S.E.I.」
- 2位 SEKAI NO OWARI - 「Dragon Night」
- 3位 クマムシ - 「あったかいんだからぁ♪」
- 4位 西野カナ - 「もしも運命の人がいるのなら」
- 5位 西野カナ - 「Darling」
- 6位 テイラー・スウィフト - 「シェイク・イット・オフ〜気にしてなんかいられないっ!!」
- 7位 家入レオ - 「君がくれた夏」
- 8位 西野カナ - 「トリセツ」
- 9位 秦基博 - 「ひまわりの約束」
- 10位 シェネル - 「Happiness」

### アルバム別年間TOP10
- 1位 DREAMS COME TRUE -『DREAMS COME TRUE THE BEST! 私のドリカム』
- 2位 浜崎あゆみ -『A BEST』
- 3位 三代目J Soul Brothers from EXILE TRIBE -『PLANET SEVEN』
- 4位 三代目J Soul Brothers from EXILE TRIBE -『THE BEST/BLUE IMPACT』
- 5位 SEKAI NO OWARI -『Tree』
- 6位 サザンオールスターズ -『葡萄』
- 7位 西野カナ -『with LOVE』
- 8位 安室奈美恵 -『_genic』
- 9位 サウンドトラック -『ワイルド・スピード SKY MISSION』
- 10位 ONE OK ROCK -『35xxxv』

### 音楽配信ゴールド認定作品
| 作品名                                                                        | 認定月                           |
| ミリオン (1,000,000ダウンロード)                                              | ミリオン (1,000,000ダウンロード) |
| ----------------------------------------------------------------------------- | -------------------------------- |
| back number「クリスマスソング」                                               | 2016年3月                        |
| 浦島太郎（桐谷健太）「海の声」                                                | 2016年4月                        |
| 西野カナ「トリセツ」                                                          | 2019年1月                        |
| トリプル・プラチナ (750,000ダウンロード)                                      |                                  |
| 星野源「SUN」                                                                 | 2017年1月                        |
| AKB48「365日の紙飛行機」                                                      | 2019年6月                        |
| ダブル・プラチナ (500,000ダウンロード)                                        |                                  |
| 西野カナ「もしも運命の人がいるのなら」                                        | 2016年3月                        |
| back number「ヒロイン」                                                       | 2016年3月                        |
| 家入レオ「君がくれた夏」                                                      | 2016年6月                        |
| UNISON SQUARE GARDEN「シュガーソングとビターステップ」                        | 2016年9月                        |
| [Alexandros]「ワタリドリ」                                                    | 2019年3月                        |
| カーリー・レイ・ジェプセン「アイ・リアリー・ライク・ユー」                    | 2019年5月                        |
| サカナクション「新宝島」                                                      | 2020年11月                       |
| THE Sharehappi from 三代目 J Soul Brothers from EXILE TRIBE「Share The Love」 | 2024年8月                        |
| プラチナ (250,000ダウンロード)                                                |                                  |
| クマムシ「あったかいんだからぁ♪」                                             | 2015年4月                        |
| chay「あなたに恋をしてみました」                                              | 2015年5月                        |
| ゲスの極み乙女。「私以外私じゃないの」                                        | 2015年6月                        |
| Superfly「Beautiful」                                                         | 2015年7月                        |
| ウィズ・カリファ「シー・ユー・アゲイン（feat. チャーリー・プース）」          | 2015年11月                       |
| 三代目 J Soul Brothers from EXILE TRIBE「Summer Madness」                     | 2015年12月                       |
| miwa「夜空。feat．ハジ→」                                                     | 2016年1月                        |
| 西野カナ「No.1」                                                              | 2016年2月                        |
| 椎名林檎「長く短い祭」                                                        | 2016年3月                        |
| RADIO FISH「PERFECT HUMAN」                                                   | 2016年5月                        |
| EXILE「Ki・mi・ni・mu・chu」                                                  | 2016年6月                        |
| コブクロ「未来」                                                              | 2016年6月                        |
| ジャスティン・ビーバー「ホワット・ドゥ・ユー・ミーン?」                       | 2017年5月                        |
| MAN WITH A MISSION「Raise your flag」                                         | 2018年2月                        |
| 藍井エイル「ラピスラズリ」                                                    | 2018年10月                       |
| マルーン5「シュガー」                                                         | 2020年12月                       |
| 坂本真綾「色彩」                                                              | 2021年7月                        |
| miwa「あなたがここにいて抱きしめることができるなら」                          | 2021年8月                        |
| ポルノグラフィティ「オー!リバル」                                             | 2022年6月                        |
| ワルキューレ「いけないボーダーライン」                                        | 2023年4月                        |
| AKINO from bless4「海色」                                                     | 2023年8月                        |
| ゴールド (100,000ダウンロード)                                                |                                  |
| 三代目 J Soul Brothers from EXILE TRIBE「Eeny, meeny, miny, moe!」            | 2015年3月                        |
| ナノ feat.MY FIRST STORY「SAVIOR OF SONG」                                    | 2015年4月                        |
| whiteeeen「愛唄」                                                             | 2015年4月                        |
| きゃりーぱみゅぱみゅ「もんだいガール」                                        | 2015年5月                        |
| 西沢幸奏「吹雪」                                                              | 2015年5月                        |
| 福山雅治「何度でも花が咲くように私を生きよう」                                | 2015年5月                        |
| MAN WITH A MISSION「Seven Deadly Sins」                                       | 2015年6月                        |
| GReeeeN「ビリーヴ」                                                           | 2015年7月                        |
| ゲスの極み乙女。「ロマンスがありあまる」                                      | 2015年8月                        |
| JUJU「PLAYBACK」                                                              | 2015年8月                        |
| ナオト・インティライミ「いつかきっと」                                        | 2015年8月                        |
| 西内まりや「ありがとうForever...」                                            | 2015年8月                        |
| back number「SISTER」                                                         | 2015年8月                        |
| 三代目 J Soul Brothers from EXILE TRIBE「STORM RIDERS」                       | 2015年9月                        |
| SEKAI NO OWARI「ANTI-HERO」                                                   | 2015年9月                        |
| いきものがかり「あなた」                                                      | 2015年10月                       |
| 三代目 J Soul Brothers from EXILE TRIBE「Unfair World」                       | 2015年10月                       |
| Aimer「Brave Shine」                                                          | 2015年11月                       |
| MACO「LOVE」                                                                  | 2015年11月                       |
| AKB48「ハロウィン・ナイト」                                                   | 2015年12月                       |
| JUJU「What You Want」                                                         | 2015年12月                       |
| AAA「愛してるのに、愛せない」                                                 | 2015年12月                       |
| 西内まりや「Save me」                                                         | 2015年12月                       |
| E-girls「Anniversary!!」                                                      | 2016年1月                        |
| Crystal Kay「君がいたから」                                                   | 2016年1月                        |
| Crystal Kay「何度でも」                                                       | 2016年1月                        |
| Superfly「黒い雫」                                                            | 2016年1月                        |
| miwa「360°」                                                                  | 2016年1月                        |
| CHiCO with HoneyWorks「プライド革命」                                         | 2016年2月                        |
| BEGIN「海の声」                                                               | 2016年2月                        |
| [Alexandros]「Girl A」                                                        | 2016年3月                        |
| 三代目 J Soul Brothers from EXILE TRIBE「starting over」                      | 2016年3月                        |
| ハジ→「君と。」                                                               | 2016年3月                        |
| サム・スミス「ステイ・ウィズ・ミー」                                          | 2016年3月                        |
| GENERATIONS from EXILE TRIBE「Hard Knock Days」                               | 2016年4月                        |
| 高橋優「明日はきっといい日になる」                                            | 2016年5月                        |
| UVERworld「僕の言葉ではない これは僕達の言葉」                                | 2016年6月                        |
| JAM Project「THE HERO!! 〜怒れる拳に火をつけろ〜」                            | 2016年8月                        |
| DREAMS COME TRUE「DREAMS COME TRUE THE BEST! 私のドリカム」                   | 2016年9月                        |
| テレサ・テン「別れの予感」                                                    | 2016年10月                       |
| CHiCO with HoneyWorks「アイのシナリオ」                                       | 2016年11月                       |
| AAA「Lil' Infinity」                                                          | 2017年2月                        |
| AAA「アシタノヒカリ」                                                         | 2017年2月                        |
| 星野源「時よ」                                                                | 2017年2月                        |
| E-girls「Dance Dance Dance」                                                  | 2017年3月                        |
| ゲスの極み乙女。「オトナチック」                                              | 2017年3月                        |
| A応P「はなまるぴっぴはよいこだけ」                                            | 2017年4月                        |
| メジャー・レイザー「リーン・オン(feat.ムー&DJスネーク)」                      | 2017年6月                        |
| 水樹奈々「Exterminate」                                                       | 2017年7月                        |
| GARNiDELiA「grilletto」                                                       | 2017年8月                        |
| 星野源「Week End」                                                            | 2017年11月                       |
| SPYAIR「アイム・ア・ビリーバー」                                              | 2017年11月                       |
| 竹原ピストル「よー、そこの若いの」                                            | 2018年1月                        |
| 星野源「YELLOW DANCER」                                                       | 2018年2月                        |
| AAA「LOVER」                                                                  | 2018年4月                        |
| 米津玄師「Flowerwall」                                                        | 2018年4月                        |
| ジャスティン・ビーバー「ラヴ・ユアセルフ」                                    | 2018年5月                        |
| ゼッド「ビューティフル・ナウ」                                                | 2018年5月                        |
| 平井大「Slow & Easy」                                                         | 2018年8月                        |
| アヴィーチー「ウェイティング・フォー・ラヴ」                                  | 2018年8月                        |
| amazarashi「季節は次々死んでいく」                                            | 2018年11月                       |
| back number「手紙」                                                           | 2018年12月                       |
| Aimer「LAST STARDUST」                                                        | 2019年4月                        |
| シェネル「君に贈る歌〜Song For You」                                          | 2019年5月                        |
| AAA「ぼくの憂鬱と不機嫌な彼女」                                               | 2019年8月                        |
| 米津玄師「メトロノーム」                                                      | 2019年8月                        |
| さユり「ミカヅキ」                                                            | 2019年9月                        |
| 清水翔太「花束のかわりにメロディーを」                                        | 2019年11月                       |
| MISIA「オルフェンズの涙」                                                     | 2020年2月                        |
| Little Glee Monster「好きだ。」                                               | 2020年2月                        |
| Flower「さよなら、アリス」                                                    | 2021年2月                        |
| マルーン5「シングルス」                                                       | 2021年11月                       |

### ストリーミング認定作品
| 作品名                                                              | 認定月                                         |
| トリプル・プラチナ (300,000,000ストリーミング)                      | トリプル・プラチナ (300,000,000ストリーミング) |
| ------------------------------------------------------------------- | ---------------------------------------------- |
| back number「クリスマスソング」                                     | 2024年5月                                      |
| ダブル・プラチナ (200,000,000ストリーミング)                        |                                                |
| back number「ヒロイン」                                             | 2024年1月                                      |
| ［Alexandros］「ワタリドリ」                                        | 2024年4月                                      |
| プラチナ (100,000,000ストリーミング)                                |                                                |
| サカナクション「新宝島」                                            | 2022年6月                                      |
| 清水翔太「花束のかわりにメロディーを」                              | 2022年6月                                      |
| 平井大「Slow & Easy」                                               | 2022年9月                                      |
| ウィズ・カリファ「シー・ユー・アゲイン feat.チャーリー・プース」    | 2022年11月                                     |
| ジャスティン・ビーバー「ホワット・ドゥ・ユー・ミーン?」             | 2022年12月                                     |
| ジャスティン・ビーバー「ラヴ・ユアセルフ」                          | 2023年3月                                      |
| マルーン5「シュガー」                                               | 2023年4月                                      |
| Mrs. GREEN APPLE「StaRt」                                           | 2023年6月                                      |
| 平井大「また逢う日まで」                                            | 2023年8月                                      |
| UNISON SQUARE GARDEN「シュガーソングとビターステップ」              | 2023年9月                                      |
| 西野カナ「トリセツ」                                                | 2023年12月                                     |
| アヴィーチー「ザ・ナイツ」                                          | 2023年12月                                     |
| アヴィーチー「ウェイティング・フォー・ラヴ」                        | 2024年2月                                      |
| アリアナ・グランデ「ワン・ラスト・タイム」                          | 2024年10月                                     |
| 椎名林檎「長く短い祭」                                              | 2024年12月                                     |
| ゴールド (50,000,000ストリーミング)                                 |                                                |
| カーリー・レイ・ジェプセン「コール・ミー・メイビー」                | 2021年11月                                     |
| KANA-BOON「シルエット」                                             | 2022年1月                                      |
| アリアナ・グランデ「プロブレム」                                    | 2022年6月                                      |
| BIGBANG「FANTASTIC BABY」                                           | 2022年9月                                      |
| 星野源「SUN」                                                       | 2022年10月                                     |
| 清水翔太「DREAM」                                                   | 2023年1月                                      |
| ゼッド「ビューティフル・ナウ」                                      | 2023年4月                                      |
| BTS「RUN」                                                          | 2023年5月                                      |
| back number「SISTER」                                               | 2023年7月                                      |
| back number「僕は君の事が好きだけど君は僕を別に好きじゃないみたい」 | 2023年7月                                      |
| カーリー・レイ・ジェプセン「アイ・リアリー・ライク・ユー」          | 2023年7月                                      |
| チャーリー・プース「ワン・コール・アウェイ」                        | 2023年11月                                     |
| Superfly「Beautiful」                                               | 2023年12月                                     |
| アラン・ウォーカー「フェイデッド」                                  | 2023年12月                                     |
| Mrs. GREEN APPL「Speaking」                                         | 2023年12月                                     |
| AAA「愛してるのに、愛せない」                                       | 2024年1月                                      |
| シェネル「君に贈る歌〜Song For You」                                | 2024年1月                                      |
| back number「手紙」                                                 | 2024年2月                                      |
| 西野カナ「もしも運命の人がいるのなら」                              | 2024年4月                                      |
| 浦島太郎（桐谷健太）「海の声」                                      | 2024年6月                                      |
| SEVENTEEN「Mansae」                                                 | 2024年7月                                      |
| chay「あなたに恋をしてみました」                                    | 2024年7月                                      |
| 西野カナ「No.1」                                                    | 2024年9月                                      |
| マカロニえんぴつ「ワンドリンク別」                                  | 2024年9月                                      |
| miwa「夜空。feat．ハジ→」                                           | 2024年10月                                     |
| back number「アップルパイ」                                         | 2024年12月                                     |
| シルバー (30,000,000ストリーミング※旧基準)                          |                                                |

## 日本のDVD・Blu-ray
年間TOP30
- 1位 嵐「ARASHI BLAST in Hawaii」
- 2位 嵐「ARASHI LIVE TOUR 2014 THE DIGITALIAN」
- 3位 関ジャニ∞「十祭」
- 4位 関ジャニ∞「関ジャニズム LIVE TOUR 2014≫2015」
- 5位 Kis-My-Ft2「2014Concert Tour『Kis-My-Journey』」
- 6位 EXILE TRIBE「EXILE TRIBE PERFECT YEAR LIVE TOUR TOWER OF WISH 2014 〜THE REVOLUTION〜」
- 7位 SMAP「Mr.S "saikou de saikou no CONCERT TOUR"」
- 8位 安室奈美恵「Namie amuro LIVE STYLE 2014」
- 9位 東方神起「東方神起 LIVE TOUR 2015 WITH」
- 10位 せんせーションズ「殺せんせーションズ」
- 11位 Hey! Say! JUMP「Hey! Say! JUMP LIVE TOUR 2014 smart」
- 12位 BIGBANG「BIGBANG JAPAN DOME TOUR 2014〜2015 "X"」
- 13位 NEWS「四銃士」
- 14位 堂本光一「INTERACTIONAL/SHOW ME UR MONSTER」
- 15位 BUMP OF CHICKEN「BUMP OF CHICKEN WILLPOLIS 2014」
- 16位 ONE OK ROCK「ONE OK ROCK 2014 "Mighty Long Fall at Yokohama Stadium"」
- 17位 三代目 J Soul Brothers from EXILE TRIBE「三代目J Soul Brothers LIVE TOUR 2014 “BLUE IMPACT”」
- 18位 KAT-TUN「KAT-TUN LIVE TOUR 2014 come Here」
- 19位 AAA「AAA ARENA TOUR 2014 -Gold Symphony-」
- 20位 KinKi Kids「KinKi Kids Concert 「Memories & Moments」」
- 21位 マキシマム ザ ホルモン「Deka Vs Deka 〜デカ対デカ〜」
- 22位 KAT-TUN「KAT-TUN LIVE 2015 "quarter" in TOKYO DOME」
- 23位 ジャニーズWEST「ジャニーズWEST 1stコンサート 一発めぇぇぇぇぇぇぇ!」
- 24位 Perfume「Perfume 5th Tour 2014「ぐるんぐるん」」
- 25位 μ's「ラブライブ! μ's Go→Go! LoveLive! 2015 〜Dream Sensation!〜 Blu-ray Memorial BOX」
- 26位 ジャニーズWEST「なにわともあれ、ほんまにありがとう」
- 27位 EXO「EXO FROM.EXOPLANET#1 - THE LOST PLANET IN JAPAN」
- 28位 テゴマス「テゴマス 4thライブ テゴマスの青春」
- 29位 ジャニーズWEST「なにわ侍 ハローTOKYO ! !」
- 30位 渋谷すばる「記憶 ～渋谷すばる/1562」

Category:2015年のライブ・ビデオを参照

### ゴールドディスク認定
| 作品名                                                                                         | 認定             |
| ダブル・プラチナ                                                                               | ダブル・プラチナ |
| ---------------------------------------------------------------------------------------------- | ---------------- |
| 三代目 J Soul Brothers from EXILE TRIBE「三代目J Soul Brothers LIVE TOUR 2015「BLUE PLANET」」 | 2015年12月       |
| ゴールド                                                                                       |                  |
| NEWS「四銃士」                                                                                 | 2015年11月       |
| 乃木坂46「ALL MV COLLECTION〜あの時の彼女たち〜」                                              | 2015年12月       |
| BUMP OF CHICKEN「BUMP OF CHICKEN WILLPOLIS 2014」                                              | 2015年12月       |
| Mr.Children「Mr.Children REFLECTION｛Live&Film｝」                                             | 2015年12月       |
| ONE OK ROCK「ONE OK ROCK 2014 "Mighty Long Fall at Yokohama Stadium"」                         | 2016年6月        |

## カラオケ年間50 (日本)
- 1位 三代目 J Soul Brothers from EXILE TRIBE「R.Y.U.S.E.I.」
- 2位 秦基博「ひまわりの約束」
- 3位 中島みゆき「糸」
- 4位 SEKAI NO OWARI「Dragon Night」
- 5位 松たか子「レット・イット・ゴー〜ありのままで〜(日本語歌)」
- 6位 一青窈「ハナミズキ」
- 7位 西野カナ「Darling」
- 8位 高橋洋子「残酷な天使のテーゼ」
- 9位 AI「Story」
- 10位 スキマスイッチ「奏 (かなで)」
- 11位 MONGOL800「小さな恋のうた」
- 12位 絢香「にじいろ」
- 13位 GReeeeN「愛唄」
- 14位 WhiteFlame feat.初音ミク「千本桜」
- 15位 ゆず「栄光の架橋」
- 16位 SEKAI NO OWARI「RPG」
- 17位 AKB48「恋するフォーチュンクッキー」
- 18位 スピッツ「チェリー」
- 19位 HY「366日」
- 20位 GReeeeN「キセキ」
- 21位 石川さゆり「天城越え」
- 22位 クマムシ「あったかいんだからぁ♪」
- 23位 supercell「君の知らない物語」
- 24位 BUMP OF CHICKEN「天体観測」
- 25位 ポルノグラフィティ「サウダージ」
- 26位 レミオロメン「3月9日」
- 27位 尾崎豊「I LOVE YOU」
- 28位 Superfly「愛をこめて花束を」
- 29位 シャ乱Q「シングルベッド」
- 30位 back number「高嶺の花子さん」
- 31位 湘南乃風「純恋歌」
- 32位 中西保志「最後の雨」
- 33位 DREAMS COME TRUE「未来予想図II」
- 34位 西野カナ「もしも運命の人がいるのなら」
- 35位 AAA「さよならの前に」
- 36位 ゴールデンボンバー「女々しくて」
- 37位 石川さゆり「津軽海峡・冬景色」
- 38位 UNISON SQUARE GARDEN「シュガーソングとビターステップ」
- 39位 EXILE「道」
- 40位 ポルノグラフィティ「アゲハ蝶」
- 41位 AAA「恋音と雨空」
- 42位 Dream5「ようかい体操第一」
- 43位 レミオロメン「粉雪」
- 44位 倖田來未「愛のうた」
- 45位 家入レオ「君がくれた夏」
- 46位 西野カナ「トリセツ」
- 47位 KANA-BOON「ないものねだり」
- 48位 神田沙也加,津田英佑「とびら開けて (日本語歌)」
- 49位 BEGIN「島人ぬ宝」
- 50位 吉幾三「酒よ」

## Billboard Hot 100 年間TOP10
※Billboard 集計期間: 2014年12月6日 - 2015年11月28日
出典:
- 1位 マーク・ロンソン featuring ブルーノ・マーズ - 「アップタウン・ファンク」
- 2位 エド・シーラン - 「シンキング・アウト・ラウド」
- 3位 ウィズ・カリファ featuring チャーリー・プース - 「シー・ユー・アゲイン」
- 4位 Fetty Wap - 「Trap Queen」
- 5位 マルーン5 - 「Sugar」
- 6位 ウォーク・ザ・ムーン - 「シャット・アップ・アンド・ダンス」
- 7位 テイラー・スウィフト - 「ブランク・スペース」
- 8位 サイレント - 「Watch Me」
- 9位 ザ・ウィークエンド - 「Earned It」
- 10位 ザ・ウィークエンド - 「ザ・ヒルズ」

## 各チャート
- オリコン
  - Template:オリコン週間シングルチャート第1位 2015年
  - Template:オリコン週間アルバムチャート第1位 2015年
  - Template:オリコン週間アニメシングルチャート第1位 2015年
  - Template:オリコン週間アニメアルバムチャート第1位 2015年
  - Template:オリコン週間演歌・歌謡シングルチャート第1位 2015年
  - Template:オリコン週間DVD音楽チャート第1位 2015年
- Billboard JAPAN
  - Template:Billboard JAPANシングル・セールス・チャート「Billboard JAPAN Top Singles」第1位 2015年
  - Template:Billboard JAPANアニメ楽曲・チャート「Hot Animation」第1位 2015年
  - Template:Billboard JAPANシングル・チャート「Billboard JAPAN Hot 100」第1位 2015年
  - Template:Billboard JAPANアルバム・セールス・チャート「Billboard JAPAN Top Albums」第1位 2015年
  - Template:Billboard JAPANアルバム・チャート「Billboard JAPAN Hot Albums」第1位 2015年
- その他
  - Template:ITunes Weekly RANKING第1位 2015年
  - Template:スペースシャワーTV - SUPER HITS PERFECT RANKING 50第1位 2015年

## イベント
| 開催日                        | タイトル                                                                      |
| ----------------------------- | ----------------------------------------------------------------------------- |
| 1月4日                        | エレクトロックス 2015                                                         |
| 2月7日                        | BAYCAMP 201502                                                                |
| 3月7日                        | OTO TO TABI 2015                                                              |
| 3月7日                        | 見放題東京2015（初回）                                                        |
| 3月14日                       | ビクターロック祭り 2015                                                       |
| 3月14日・15日                 | TENJIN ONTAQ 2015（初回）                                                     |
| 3月14日・15日                 | HAPPY JACK 2015                                                               |
| 3月21日・22日                 | SANUKI ROCK COLOSSEUM 2015 〜BUSTA CUP 6th round〜                            |
| 3月26日・27日・28日・29日     | PUNKSPRING 2015                                                               |
| 3月26日・28日・29日           | PITBULL rules SPRINGROOVE 2015（最終回）                                      |
| 3月28日                       | 飯坂温泉ミュージックフェスティバル おと酔いウォーク2015                       |
| 3月28日                       | IMAIKE GO NOW 2015（初回）                                                    |
| 4月11日                       | SYNCHRONICITY'15 -10th Anniversary!!-                                         |
| 4月19日                       | トアロード・アコースティック・フェスティバル 2015                             |
| 4月19日                       | Don't Stop Music fes.栃木（初回）                                             |
| 4月25日・26日                 | ARABAKI ROCK FEST. 2015                                                       |
| 4月25日・26日                 | ニコニコ超会議2015                                                            |
| 4月25日〜5月17日              | TRIANGLE'15                                                                   |
| 4月29日                       | COMIN'KOBE15                                                                  |
| 5月2日                        | LOUD∞OUT FEST 2015（初回）                                                    |
| 5月3日・4日・5日              | JAPAN JAM BEACH 2015                                                          |
| 5月3日・4日・5日              | VIVA LA ROCK 2015                                                             |
| 5月4日                        | Niigata Rainbow ROCK Market 2015                                              |
| 5月4日                        | ミソフェス2015                                                                |
| 5月8日・9日・10日             | 森、道、市場 2015～モリハイヅコヘ～                                           |
| 5月9日                        | RUSH BALL★R                                                                   |
| 5月16日                       | CIRCLE'15                                                                     |
| 5月23日・24日                 | GREENROOM FESTIVAL '15                                                        |
| 5月23日・24日                 | TOKYO METROPOLITAN ROCK FESTIVAL 2015                                         |
| 5月30日                       | Shimokitazawa SOUND CRUISING 2015                                             |
| 5月30日                       | hoshioto'15                                                                   |
| 5月30日・31日                 | TAICOCLUB'15                                                                  |
| 6月6日・7日                   | 百万石音楽祭2015〜ミリオンロックフェスティバル〜                              |
| 6月7日・8日                   | SAKAE SP-RING 2015                                                            |
| 6月20日                       | SATANIC CARNIVAL'15                                                           |
| 6月20日・21日                 | YATSUI FESTIVAL! 2015                                                         |
| 6月27日・28日                 | OTOSATA Rock Festival 2015                                                    |
| 6月27日・28日                 | LUNATIC FEST.(幕張メッセ)                                                     |
| 6月28日                       | ネコフェス2015 -KUDAKENEKO ROCK FESTIVAL 2015-                                |
| 6月28日                       | FREEDOM NAGOYA 2015                                                           |
| 6月28日                       | ネコフェス2015 -KUDAKENEKO ROCK FESTIVAL 2015-                                |
| 7月4日                        | 見放題2015                                                                    |
| 7月4日・5日                   | 京都大作戦2015〜いっ祭 がっ祭 感じな祭!〜 Feel the vibe!                      |
| 7月11日・12日                 | DEAD POP FESTiVAL 2015                                                        |
| 7月11日・12日                 | 第33回 PEACEFUL LOVE ROCK FESTIVAL 2016（中止）                               |
| 7月18日・19日                 | KESEN ROCK FESTIVAL'15                                                        |
| 7月18日・19日                 | JOIN ALIVE 2015                                                               |
| 7月24日・25日・26日           | FUJI ROCK FESTIVAL '15                                                        |
| 7月25日・26日                 | NUMBER SHOT 2015                                                              |
| 7月25日・26日                 | OGA NAMAHAGE ROCK FESTIVAL VOL.6                                              |
| 7月26日                       | MURO FESTIVAL 2015                                                            |
| 7月31日〜8月6日               | a-nation island 2015                                                          |
| 8月1日・2日                   | TOKYO IDOL FESTIVAL 2015                                                      |
| 8月1日・2日・8日・9日         | ROCK IN JAPAN FESTIVAL 2015                                                   |
| 8月8日                        | MEET THE WORLD BEAT 2015                                                      |
| 8月8日・9日                   | J-WAVE LIVE SUMMER JAM 2015                                                   |
| 8月9日                        | EAT THE ROCK 2015                                                             |
| 8月13日                       | Exciting Summer in WAJIKI'15                                                  |
| 8月14日・15日                 | RISING SUN ROCK FESTIVAL 2015 in EZO                                          |
| 8月15日                       | SUMMER BOMB 2015                                                              |
| 8月15日・16日                 | SUMMER SONIC 2015                                                             |
| 8月22日・23日                 | MONSTER baSH 2015                                                             |
| 8月22日・23日                 | 八食サマーフリーライブ 2015                                                   |
| 8月22日・23日                 | WILD BUNCH FEST. 2015                                                         |
| 8月22日・23日・29日・30日     | a-nation stadium fes. 2015                                                    |
| 8月23日                       | Sky Jamboree 2015 〜one pray in nagasaki〜                                    |
| 8月24日〜30日                 | RADIO BERRY ベリテンライブ 2015 〜HEAVEN'S ROCK Utsunomiya VJ-2〜             |
| 8月28日・29日                 | ロックロックこんにちは! Ver.19 〜The ジューク BOX〜                           |
| 8月28日・29日・30日           | Animelo Summer Live 2015 -THE GATE-                                           |
| 8月28日・29日・30日           | SPACE SHOWER SWEET LOVE SHOWER 2015 -20th ANNIVERSARY-                        |
| 8月29日                       | 音楽と髭達 2015 -MUSIC STADIUM-                                               |
| 8月29日・30日                 | RUSH BALL 2015                                                                |
| 8月30日                       | 未確認フェスティバル2015（初回）                                              |
| 9月4日・5日・6日              | 23th Sunset Live 2015 -Love & Unity-                                          |
| 9月5日                        | BAYCAMP 2015                                                                  |
| 9月5日・6日                   | OTODAMA'15〜音泉魂〜                                                          |
| 9月6日                        | 黒フェス 2015（初回）                                                         |
| 9月6日                        | RADIO BERRY ベリテンライブ2015 Special                                        |
| 9月12日                       | AOMORI ROCK FESTIVAL '15 ～夏の魔物～                                         |
| 9月12日・13日                 | New Acoustic Camp 2015                                                        |
| 9月12日・13日                 | World Heritage Munakata 2015（中止）                                          |
| 9月19日                       | 南相馬・騎馬武者ロックフェス 2015〜おかえり ただいま ぼくらのふるさとまつり〜 |
| 9月19日・20日                 | イナズマロックフェス2015                                                      |
| 9月19日・20日                 | 氣志團万博2015〜房総!抗争!天下無双!妄想!狂騒!大暴走!〜                        |
| 9月19日・20日・10月16日・18日 | HAWAIIAN6 presents ECHOES 2015                                                |
| 9月20日                       | 京都音楽博覧会 2015                                                           |
| 9月21日                       | いしがきミュージックフェスティバル 2015                                       |
| 9月22日・23日                 | SOUL CAMP 2015                                                                |
| 9月25日・26日・27日           | 風とロック芋煮会2015 IMONY LAND                                               |
| 9月26日                       | YAMAZAKI MASAYOSHI in Augusta Camp 2015～20th Anniversary～                   |
| 9月26日・27日                 | 中津川 THE SOLAR BUDOKAN 2015                                                 |
| 9月26日・27日                 | りんご音楽祭 2015                                                             |
| 10月3日                       | マグロック 2015（初回）                                                       |
| 10月3日                       | MEGA☆ROCKS 2015                                                               |
| 10月10日・11日                | 朝霧JAM 2015                                                                  |
| 10月10日・11日                | BEATRAM MUSIC FESTIVAL 2015                                                   |
| 10月10日・11日                | LOUD PARK 15                                                                  |
| 10月10日・11日・12日          | MINAMI WHEEL 2015                                                             |
| 10月24日・25日                | ボロフェスタ 2015                                                             |
| 11月7日・8日                  | バズリズムLIVE2015（初回）                                                    |
| 11月21日・22日・23日          | テレビ朝日ドリームフェスティバル 2015                                         |
| 11月22日・23日                | 下北沢にて'15                                                                 |
| 12月6日・19日                 | HAZIKETEMAZARE FESTIVAL 2015                                                  |
| 12月20日                      | MERRY ROCK PARADE 2015                                                        |
| 12月23日                      | ポルノ超特急 2015                                                             |
| 12月25日・26日・27日          | 年末調整GIG 2015                                                              |
| 12月27日・28日                | FM802 ROCK FESTIVAL RADIO CRAZY 2015                                          |
| 12月28日・29日・30日・31日    | O-Crest YEAR END PARTY 2015 Special 4DAYS!                                    |
| 12月28日・29日・30日・31日    | COUNTDOWN JAPAN15/16                                                          |
| 12月30日・31日                | LIVE DI:GA JUDGEMENT 2015                                                     |
| 12月31日                      | 第66回NHK紅白歌合戦                                                           |

### 日本武道館公演
- 1月1日 - DISH//
- 1月2日 - 清水ミチコ
- 1月3日・4日 - エレファントカシマシ
- 1月6日・7日 - ダイアナ・ロス
- 1月10日・11日 - LiSA
- 1月17日 - SILENT SIREN
- 1月20日 - シンディ・ローパー
- 1月28日・29日 - さだまさし
- 2月6日 - マイケル・ブーブレ
- 2月7日 - MONKEY MAJIK
- 2月11日 - OLDCODEX
- 2月14日・15日 - 田村ゆかり
- 2月25日・26日 - NMB48
- 2月28日・3月1日 - Kalafina
- 3月3日 - Berryz工房
- 3月7日・8日 - miwa
- 3月10日 - the GazettE
- 3月11日 - ジューダス・プリースト
- 3月14日・15日 - 宮野真守
- 3月28日 - 東京スカパラダイスオーケストラ
- 3月29日 - THE BAWDIES
- 3月31日 - KANA-BOON
- 4月15日・16日 - ノエル・ギャラガーズ・ハイ・フライング・バーズ
- 4月18日 - ACIDMAN
- 4月25日・26日 - 水樹奈々
- 4月28日 - ポール・マッカートニー
- 5月1日・2日 - AAA
- 5月3日 - 花澤香菜
- 5月6日 - ジョン・ヨンファ
- 5月8日 - 超新星
- 5月14日・16日・17日 - いきものがかり
- 5月21日 - the telephones
- 5月26日 - アンジュルム
- 5月27日 - モーニング娘。'15
- 6月1日 - TUBE
- 6月2日・3日 - チャン・グンソク
- 6月4日・5日 - イディナ・メンゼル
- 6月9日 - クライズラー&カンパニー
- 6月15日 - Char
- 6月26日 - PERSONZ
- 6月30日・7月1日 - スキマスイッチ
- 7月4日 - TEEN TOP
- 7月10日・11日 - 松田聖子
- 7月17日 - ［Alexandros］
- 7月22日・23日 - AAA
- 7月24日 - UNISON SQUARE GARDEN
- 7月31日 - 己龍
- 8月12日・13日 - 星野源
- 8月16日 - Aqua Timez
- 8月17日・18日 - サザンオールスターズ
- 8月26日 - May'n
- 8月28日・29日 - Mayday
- 9月4日・5日 - 初音ミク
- 9月7日・8日 - KREVA
- 9月10日 - 清水翔太
- 9月15日 - The Birthday
- 9月17日 - Acid Black Cherry
- 9月22日・23日・26日・27日・29日・30日 - Perfume
- 10月2日 - 安部礼司
- 10月5日 - アイドリング!!!
- 10月7日・8日・9日 - 2PM
- 10月11日 - DEEN
- 10月19日 - ダリル・ホール&ジョン・オーツ
- 10月21日 - 石井竜也
- 10月23日・24日 - ポルノグラフィティ
- 10月26日・27日 - サカナクション
- 10月28日 - KEYTALK
- 10月29日 - FTISLAND
- 11月2日 - 藍井エイル
- 11月4日 - SiM
- 11月6日 - クラムボン
- 11月9日 - デフ・レパード
- 11月11日 - チャットモンチー
- 11月18日・19日 - YUKI
- 11月27日 - グッドモーニングアメリカ
- 11月29日 - アンジュルム
- 12月3日 - CNBLUE
- 12月5日・6日 - 高橋優
- 12月7日・8日 - モーニング娘。'15
- 12月11日・12日 - 近藤真彦
- 12月14日 - Acid Black Cherry
- 12月15日 - 鬼龍院翔（ゴールデンボンバー）
- 12月17日・18日 - 乃木坂46
- 12月19日 - フラワーカンパニーズ
- 12月20日・21日 - 乃木坂46
- 12月22日 - パスピエ
- 12月23日・24日 - THE ALFEE
- 12月25日 - UVERworld
- 12月26日 - 絢香
- 12月28日 - 吉井和哉
- 12月29日 - BUCK-TICK
- 12月30日 - 清水ミチコ
- 12月31日 - GRANRODEO

### 東京ドーム公演
- 1月1日 - KinKi Kids
- 2月25日・26日 - 東方神起
- 3月3日 - キッス
- 3月14日・15日 - SHINee
- 4月1日・2日 - 東方神起
- 4月23日・25日・27日 - ポール・マッカートニー
- 5月5日・6日 - テイラー・スウィフト
- 5月9日・10日 - KAT-TUN
- 5月23日・24日・26日 - サザンオールスターズ
- 5月30日・31日 - GLAY
- 6月13日・14日 - NEWS
- 6月27日・28日 - 嵐
- 8月16日・17日 - Mr.Children
- 9月5日 - 矢沢永吉
- 9月17日・18日・19日・20日 - Kis-My-Ft2
- 9月30日・10月1日 - 三代目 J Soul Brothers
- 11月6日・7日・8日 - EXO
- 11月12日・13日・14日・15日 - BIGBANG
- 11月28日・29日 - DREAMS COME TRUE
- 12月10日・11日・12日 - EXILE
- 12月17日・18日・19日・20日 - 関ジャニ∞
- 12月23日・24日・26日・27日 - 嵐
- 12月31日 - KinKi Kids

## 主要な賞
| 賞                 | アーティスト・タイトル                   |
| ------------------ | ---------------------------------------- |
| ARTIST OF THE YEAR | SEKAI NO OWARI                           |
| VIDEO OF THE YEAR  | くるり「Liberty&Gravity」（監督:田向潤） |

| 賞                                        | アーティスト・タイトル                              | 監督                           |
| ----------------------------------------- | --------------------------------------------------- | ------------------------------ |
| 最優秀ビデオ賞 最優秀邦楽グループビデオ賞 | 三代目 J Soul Brothers「Eeny, meeny, miny, moe!」   | 久保茂昭                       |
| 最優秀邦楽男性アーティストビデオ賞        | 星野源「SUN」                                       | 関和亮                         |
| 最優秀邦楽女性アーティストビデオ賞        | 安室奈美恵「Birthday」                              |                                |
| 最優秀洋楽男性アーティストビデオ賞        | ファレル・ウィリアムス「Freedom」                   |                                |
| 最優秀洋楽女性アーティストビデオ賞        | アリアナ・グランデ「Problem」                       | NEV TODOROVIC                  |
| 最優秀洋楽グループビデオ賞                | OK GO「I Won't Let You Down」                       | KAZUAKI SEKI/DAMIAN KULASH,JR. |
| 最優秀邦楽新人アーティストビデオ賞        | DOBERMAN INFINITY「INFINITY」                       |                                |
| 最優秀洋楽新人アーティストビデオ賞        | イヤーズ・アンド・イヤーズ「King」                  |                                |
| 最優秀ロックビデオ賞                      | VAMPS                                               |                                |
| 最優秀R&Bビデオ賞                         | 三浦大知                                            |                                |
| 最優秀ヒップホップビデオ賞                | AK-69                                               |                                |
| 最優秀ダンスビデオ賞                      | Perfume                                             |                                |
| 最優秀コラボレーションビデオ賞            | ももいろクローバーZ vs KISS「夢の浮世に咲いてみな」 | 長添正嗣                       |
| 最優秀メタルビデオ賞                      | BABYMETAL                                           |                                |

## デビュー

### 1月
- 7日 - いかさん「ボクらの最終定理」
- 7日 - 夏代孝明「フィルライト」
- 14日 - LAMP IN TERREN「silver lining」
- 21日 - ADAM at「CLOCK TOWER」
- 21日 - ACOON HIBINO「心と体を整える～愛の周波数 528Hz～」
- 21日 - Block B「Very Good(Japanese Version)」
- 21日 - TWEEDEES「KLING! KLANG!!」
- 21日 - rairu「ballad」
- 28日 - 澤田かおり「幸せの種」

### 2月
- 4日 - 荒川ケンタウロス「玉子の王様」
- 4日 - Xceon「罪と罰」
- 4日 - KIRA「LISTENER KILLER」
- 4日 - クマムシ「あったかいんだからぁ♪」
- 4日 - ZEN THE HOLLYWOOD「ZENKAI PLAY/FRESH PUSSYCAT CHOICE」「ハート全僕宣言！/STRAWBERRY COCOA CHOICE」
- 4日 - 寺下真理子「アヴェ・マリア」
- 4日 - ニホンジン「ニホンジンのうた～ゴハン～」
- 4日 - Fo'xTails「GLITTER DAYS」
- 4日 - MILLEA「虹色のアーチ」
- 18日 - アルスマグナ「ミロク乃ハナ」
- 18日 - KTMusic（ケツメイシ+1FINGER）「KTMusic」
- 18日 - コアラモード.「七色シンフォニー」
- 18日 - 西沢幸奏「吹雪」
- 18日 - melost(天月-あまつき-×はしやん)「Melody Stock」
- 18日 - morioni(森友嵐士・鬼龍院翔)「サヨナラは歩き出す」
- 25日 - 茜沢ユメル「Stay～さくらの花のように」
- 25日 - KANIKAPILA「イッちゃえ! I LOVE YOU!」
- 25日 - 8.6秒バズーカー「ラッスンゴレライ」

### 3月
- 4日 - a crowd of rebellion「The Crow」
- 4日 - 大森靖子&THEピンクトカレフ「トカレフ」
- 4日 - かいりきベア「IMITATION GALLERY」
- 4日 - 瀧川ありさ「Season」
- 4日 - ザ・なつやすみバンド「パラード」
- 4日 - THE HOOPERS「イトシコイシ君恋シ」
- 11日 - this is not a business「THIS IS NOT A BUSINESS」
- 11日 - ふぇのたす「PS2015」
- 11日 - whiteeeen「愛唄〜since 2007〜」
- 14日 - ミステリーウーマンfeat.卍「ミラージュ〜蜃気楼〜」
- 16日 - 降谷建志(from Dragon Ash)「Swallow Dive」（ソロデビュー）
- 18日 - NOISEMAKER「NEO」
- 18日 - 藤原さくら「à la carte」
- 18日 - MAGiC BOYZ「MAGiC SPELL〜かけちゃうぞ!ぴっぴっぴっ〜」
- 18日 - RADIO FISH「STAR」(配信,CDデビューは2016年5月)
- 24日 - 遠藤章造「いつかのスターダム」
- 25日 - カントリー・ガールズ「愛おしくってごめんね/恋泥棒」
- 25日 - KSUKE「SPACE SHOUT」
- 25日 - 五五七二三二〇「半世紀優等生」
- 25日 - DAOKO「DAOKO」
- 25日 - LUI FRONTiC 赤羽JAPAN「リプミー」
- 25日 - RAY「人間」(配信,CDデビューは2017年9月)

### 4月
- 1日 - 荒木宏文「Next Stage」
- 1日 - Carat「Heart Break」
- 1日 - ヒステリックパニック「うそつき。」
- 1日 - 04 Limited Sazabys「CAVU」
- 1日 - まじ娘「Contrast」
- 8日 - Awesome City Club「Awesome City Tracks」
- 8日 - Nao Yoshioka「Rising」
- 8日 - 三戸なつめ「前髪切りすぎた」
- 15日 - kain「かえりみち」
- 15日 - HIPPY「I’m HIPPY」
- 22日 - Orangestar「未完成エイトビーツ」
- 22日 - ザ・チャレンジ「スター誕生」
- 22日 - THE BOYS&GIRLS「バックグラウンドミュージック」
- 22日 - Mardelas「Mardelas I」
- 29日 - きのこ帝国「桜が咲く前に」
- 29日 - Saku「START ME UP」

### 5月
- 13日 - 激情★めたりっちぇ「あっぷぐれーど(仮)」
- 13日 - TrySail「Youthful Dreamer」
- 13日 - ましまろ「ガランとしてる」
- 18日 - H!dE「うたものがたり」
- 20日 - OxT「KIMERO!!」
- 20日 - 鹿乃「Stella-rium」
- 20日 - がんばれ!Victory「全力!スタート/夢のつづき」
- 20日 - サ上と中江「ビールとジュース」
- 20日 - banvox「Summer/New Style」
- 27日 - WooYes!「ナオミの夢」
- 27日 - 佐々木恵梨「Ring of Fortune」
- 27日 - sana(鎖那)/HoneyWorks「言葉のいらない約束/暁月夜-アカツキヅクヨ-」
- 27日 - Beat Buddy Boi「come again」
- 27日 - BOYS AND MEN「ARC of Smile!」

### 6月
- 3日 - アカシック「DANGEROUS くノ一」
- 3日 - GOOD ON THE REEL「七曜になれなかった王様」
- 3日 - サンドクロック「EPOCH」
- 3日 - FREAK「わかっとうけん」
- 10日 - 最上川司「まつぽいよ」
- 10日 - 丸本莉子「ココロ予報」
- 17日 - かりゆし58 with 島ぜんぶでおーきなバンド「おーきなうた」
- 17日 - LACCO TOWER「非幸福論」
- 17日 - LOCAL CONNECT「過去ツナグ未来」
- 24日 - Shiggy Jr.「サマータイムラブ」
- 24日 - Thinking Dogs「世界は終わらない」
- 24日 - ドクター・中松「ガンの顔つき悪くても」
- 24日 - 町あかり「ア、町あかり」
- 24日 - MONOEYES「My Instant Song E.P.」

### 7月
- 1日 - 井上苑子「#17」
- 1日 - メロフロート「夢のカケラ」
- 1日 - LoVendoЯ「いいんじゃない?/普通の私 ガンバレ!」
- 1日 - 蓮花「if〜ひとり思う〜」
- 8日 - Charisma.com「OLest」
- 8日 - Goodbye holiday「革命アカツキ」
- 8日 - Mrs. GREEN APPLE「Variety」
- 15日 - MK-twinty「まいどっ! MK-twinty」
- 15日 - 大井健「Piano Love」[57]
- 15日 - 勝勝次郎「お風呂はぬるめの勝次郎」
- 15日 - sympathy「トランス状態」
- 22日 - MICHI「Cry for the Truth/Secret Sky」
- 22日 - Yup'in「Who are you? -Deluxe Edition-」
- 22日 - 蘭華「ねがいうた/はじまり色」
- 29日 - 飯田里穂「rippi-rippi」
- 29日 - 学園生活部「ふ・れ・ん・ど・し・た・い」
- 29日 - 桐嶋ノドカ「round voice」
- 29日 - The cold tommy「FLASHBACK BUG」
- 29日 - Dream Ami「ドレスを脱いだシンデレラ」（ソロデビュー）
- 29日 - れをる「極彩色」
- 31日 - 浦島太郎（桐谷健太）「海の声」(配信,CDデビューは2016年9月)

### 8月
- 12日 - 妖 〜AYAKASHI〜「憑き夜に踊れ」
- 12日 - lol-エルオーエル-「fire!」
- 12日 - こんどうようぢ「ぐるぐるんセカイ」
- 12日 - 花岡なつみ「夏の罪」
- 12日 - little voice「涙のふたり/また会おう-バンドver.-」
- 12日 - 早見沙織「やさしい希望」
- 19日 - JMC「さよならチャンキー、納豆PARTYで御座います。」
- 19日 - Cyberjapan Dancers「SEXY SIZE」
- 19日 - フラチナリズム「裸一貫」
- 26日 - アンティック-珈琲店-「千年DIVE!!!!!」
- 26日 - ERIHIRO「Stars」
- 26日 - さユり「ミカヅキ」
- 26日 - 夏の魔物「恋愛至上主義サマーエブリデイ/どきめきライブ・ラリ」
- 26日 - 坊坊主（サンプラザ中野くん・小峠英二）「励ます」

### 9月
- 2日 - こぶしファクトリー「ドスコイ!ケンキョにダイタン/ラーメン大好き小泉さんの唄/念には念（念入りVer.）」
- 2日 - 杉山優奈「かまってYO!ね」
- 2日 - Le Lien「がんばりDoki」
- 9日 - HER NAME IN BLOOD「BEAST MODE」
- 9日 - UROBOROS「Black Swallowtail」「ANOTHER ARK」
- 16日 - ミソッカス「ライジングレインボウ」
- 16日 - RYO(from ORANGE RANGE)「DELIGHT」（ソロデビュー）
- 30日 - SHANK「SHANK OF THE MORNING」
- 30日 - Neru「マイネームイズラヴソング」

### 10月
- 2日 - じぇにー。「18vox」
- 7日 - Aqours「君のこころは輝いてるかい?」
- 7日 - 大原ゆい子「Magic Parade」
- 7日 - 楠田亜衣奈「First Sweet Wave」
- 7日 - ななひら「Meltical sugar wave」
- 7日 - WONDERFUL★OPPORTUNITY!「ワン★オポ!THE BEST OF BEST!! ワンダフル★オポチュニティ! LOVES 鏡音リン・鏡音レン」
- 7日 - SHOKO「A Love Letter to London」
- 14日 - KBG84(つちだきくお&小浜島ばあちゃん合唱団)「Come on and Dance 小浜島」
- 14日 - THE MORTAL「Spirit」
- 21日 - clear「Reunite」
- 21日 - chouchou merged syrups.「yesterday,12 films later.」
- 21日 - SANABAGUN.「メジャー」
- 21日 - BxAxG「ハックルベリー」
- 21日 - 安岡優「バラードが聴こえる」（ソロデビュー）
- 23日 - FUKI「キミじゃなきゃ」
- 28日 - 秋山竜次「オモクリ名曲全集 第二集 秋山竜次(ロバート)編」
- 28日 - UMI☆KUUN「I am Just Feeling Alive」
- 28日 - TANAKA ALICE「TOKYO CANDY」

### 11月
- 4日 - イナメトオル「1.7m」
- 4日 - EXO「Love Me Right 〜romantic universe〜」
- 4日 - ALL OFF「One More Chance!!」
- 4日 - しゅーず「Shoose Box」
- 4日 - 天才バンド「アリスとテレス」
- 4日 - MAGIC POWER(MP魔幻力量)「THE BEST OF MAGIC POWER」
- 4日 - Metamorphose「Over The Testament」
- 11日 - 下野ヒトシ「赤ちゃんとママのゆったりリラクソング～低音が奏でるくつろぎのJ-POP～」
- 11日 - トゥライ「ブラックボックス」
- 18日 - 幽閉サテライト「とあるいつもを」
- 25日 - Anly「太陽に笑え」
- 25日 - The Winking Owl「Open Up My Heart」
- 25日 - 東京力車「俥気/我ありて我思う」
- 25日 - Luce Twinkle Wink☆「恋色♡思考回路」(メジャーデビュー)

### 12月
- 2日 - ASH DA HERO「THIS IS A HERO」
- 2日 - Sou「水奏レグルス」
- 2日 - V.K「Our Story -Best of V.K-」
- 2日 - 水瀬いのり「夢のつぼみ」
- 2日 - 焚吐「オールカテゴライズ」
- 9日 - 石川綾子「ANIME CLASSIC」
- 9日 - XOX「XXX」
- 9日 - ROLL-B DINOSAUR「ROLL-B DINOSAUR」
- 16日 - 浜田ばみゅばみゅ「なんでやねんねん」
- 16日 - ぱんだウインドオーケストラ「PANDASTIC!! ～Newest Standard～」
- 16日 - ぼくのりりっくのぼうよみ「hollow world」
- 16日 - Remo-con「DECADE 05-15 -The Greatest Works-」
- 23日 - すち子&真也「パンツミー」

## 結成

### アイドル
- AH(嗚呼)
- iKON
- icmworks.
- Aqours
- Act♡eve
- UP10TION
- あにまどーる
- いぎなり東北産
- インフローレ女学院
- APRIL
- ukka
- NGT48
- 恵比寿★マスカッツ
- エムトピ
- elfin'
- OH MY GIRL
- All or Nothing
- OBP
- Candy Boy
- CUBERS
- KiRaRe
- King & Prince
- CROWN POP
- こぶしファクトリー
- 佐賀乙女みゅー☆スター
- 櫻坂46
- CLC
- GFRIEND
- SixTONES
- SNUPER
- SEVENTEEN
- 泉極娘
- ぜんぶ君のせいだ。
- 超ときめき♡宣伝部
- DIA
- つばきファクトリー
- ディア☆
- TOKYO喫茶
- TWICE
- Naive angel
- ノノキス
- HiHi Jets
- ばってん少女隊
- HAPPY♡ANNIVERSARY
- 原宿駅前パーティーズ
- VIXX LR
- BiSH
- 日向坂46
- HIKAKIN & SEIKIN
- BSJプロジェクト
- 4siz
- ぷちぱすぽ☆
- Fullfull Pocket
- PREDIANNA
- まちだガールズ・クワイア
- M.A.P 6
- マリーンズカンパイガールズ
- メンテナンス
- monogatari
- MONSTA X
- ライスボール
- Little HOOP
- LADYBABY
- ROMEO
- WAWAWA
- わーすた

### バンド・音楽グループ・音楽ユニット
- IVVY
- アカシック
- 赤と嘘
- AQUBEE
- 新しい学校のリーダーズ
- アテレモ
- ARCHEMI.
- Alphoenix
- UNFOLDS
- イヤホンズ
- Insheart
- エイリアンズ
- aint
- エドガー・サリヴァン
- エリアシ☆ピッツ
- ERIHIRO
- ELECTRIC MACHINE GUN TITS
- おいしくるメロンパン
- THE ORCHESTRA JAPAN
- OOPARTZ
- オボログラス
- 音卓の騎士
- GIRLFRIEND
- 怪人二十面奏
- 神はサイコロを振らない
- カメレ音楽隊
- COLORS TO COOKS
- COLORFUL
- キイチビール&ザ・ホーリーティッツ
- Kitri
- Candy
- cooking songs
- クラウソラス
- CRCK/LCKS
- glamscure
- clue
- 黒田崇矢 & Goodfellas
- kobore
- COLTECO
- さとり少年団
- サムタイム時々
- THE SIXTH LIE
- The Ceuticalz
- The Josephs
- シンギンザレイン
- ズーカラデル
- SUPER★DRAGON
- スタティック&ベン・エル
- Street Story
- スネイル・メイル
- 青峰楽団
- SEINA with SECRETS
- SELLOUT
- Cellchrome
- 壮年ラブロマンス
- SALTY's
- DUBFORCE
- チーナフィルハーモニックオーケストラ
- chocol8 syndrome
- ツヅキマシテ
- DNCE
- DAY6
- DEVILOOF
- Def Will
- TENDOUJI
- 天府事変
- Dos Monos
- TRY TRY NIICHE
- トンズ
- NUM-NUM GIRLS
- 21世紀オーケストラ
- NEURO TOKYO
- nilfinity
- 野良猫ガッツ
- Violent Technologies
- パソコン音楽クラブ
- ビースト・イン・ブラック
- Pyxis
- ビッグ・シーフ
- Far East Dizain
- FOOL PHOOL
- FAITH
- the brownies
- Frasco
- THE BLACK COMET CLUB BAND
- ブルー・ペパーズ
- BREIMEN
- フレンズ
- BabySitter
- PERIDOTS
- PENGUIN RESEARCH
- ペンタゴン
- Poppin'Party
- ポップしなないで
- ポルカドットスティングレイ
- ましまろ
- まなつ
- MYTH & ROID
- Mr.Nuts
- め組
- More
- MONOEYES
- yahyel
- 夕闇に誘いし漆黒の天使達
- yule
- The Late Bloomers
- Rollo and leaps
- LONDBOY
- WORLD END MAN
- ONEWE

## 再結成・活動再開
- 2月19日 - ブルー・トニック
- 2月25日 - クライズラー&カンパニー（1年限定）
- 4月 - ズボンズ
- 4月21日 - レベッカ
- 5月12日 - LAZYgunsBRISKY
- 5月19日 - JUSTY-NASTY
- 8月 - 聖飢魔II
- 8月 - ゲイツ・オヴ・イシュター
- 8月2日 - サイバーニュウニュウ
- 9月4日 - a-ha
- 10月 - ザ・コアーズ
- 10月12日 - かまいたち（1日限定）
- 11月 - イモータル
- 11月 - バステッド
- 11月17日 - ガセネタ
- 12月 - ソフト・マシーン
- 12月20日 - はちみつぱい
- 12月24日 - LCDサウンドシステム
- 12月28日 - Versailles
- 月日不明 - アレクシスオンファイア
- 月日不明 - ディスターブド
- 月日不明 - 花団

## 活動休止・解散・引退したアーティスト

### 活動休止
- 1月31日 - ammoflight
- 1月30日 - 青春!トロピカル丸
- 2月2日 - DEXPISTOLS
- 2月13日 - ART-SCHOOL
- 2月13日 - soulkids
- 2月20日 - Who the Bitch
- 2月28日 - FoZZtone
- 2月28日 - quasimode
- 3月1日 - F.I.B
- 3月3日 - 石田長生
- 3月3日 - Berryz工房（無期限活動休止）[4]
- 3月25日 - The SALOVERS
- 4月7日 - 高野政所
- 4月12日 - りょーくん
- 4月29日 - モルヒネ東京
- 4月30日 - SEBASTIAN X
- 5月2日 - the mornings
- 5月10日 - EGG BRAIN
- 5月17日 - 後藤まりこ（5月20日裏方として活動再開。2017年ステージパフォーマンス再開）
- 6月21日 - FUZZY CONTROL
- 8月22日 - SNAIL RAMP
- 8月31日 - Rake
- 9月12日 - NAGIKEN (FAT PROP)
- 9月21日 - Sadie
- 10月9日 - ALSDEAD
- 10月24日 - みきちゅ
- 10月25日 - イツエ
- 11月3日 - the telephones（無期限活動休止。2018年5月活動再開）[58]
- 12月1日 - ホライズン山下宅配便
- 12月13日 - ななのん
- 12月16日 - メガマソ
- 12月23日 - 武藤彩未[59]
- 12月27日 - Radical Radio
- 12月30日 - BYEE the ROUND
- 12月30日 - ギルド
- 12月30日 - EMALF（無期限活動休止）[60]

### 解散
- 1月7日 - 昆虫キッズ
- 1月14日 - カミイショータグループ
- 1月17日 - スクイズメン
- 2月22日 - 妄走族
- 2月28日 - 未完成VS新世界
- 3月13日 - 宇宙コンビニ
- 3月14日 - 新世界リチウム
- 3月22日 - BAND A
- 4月28日 - HAPPY BIRTHDAY
- 4月29日 - ViViD
- 5月5日 - ZORO
- 5月10日 - Vimclip[61]。
- 5月12日 - 大森靖子＆THEピンクトカレフ
- 5月13日 - Paradise
- 5月23日 - ヤング
- 5月29日 - 3style
- 6月2日 - SAKEROCK
- 6月7日 - からっと☆
- 7月 - THIS MORNING DAY
- 7月5日 - クルミクロニクル
- 7月19日 - キマグレン
- 7月30日 - blue marble
- 9月19日 - ふぇのたす
- 9月21日 - Moran
- 9月23日 - しず風&絆〜KIZUNA〜
- 10月9日 - READ ALOUD
- 10月25日 - 森は生きている
- 10月31日 - オズ
- 10月31日 - アイドリング!!![62]。
- 11月5日 - フレンチ・キス
- 11月17日 - 踊り場ソウル
- 11月20日 - FACT
- 11月28日 - POTSHOT(2回目)
- 11月28日 - grram
- 12月1日 - this is not a business
- 12月4日 - 古川本舗（2020年12月24日活動再開）
- 12月6日 - HOLIDAYS OF SEVENTEEN
- 12月13日 - ずんね from JC-WC
- 12月14日 - 恋する円盤
- 12月16日 - The Everything Breaks
- 12月19日 - PE'Z
- 12月24日 - うみのて（2019年2月3日再始動）
- 12月31日 - SHU-I

### 脱退
- 1月 - もとのすけ (騒音寺)
- 1月1日 - 奥仲麻琴 (PASSPO☆)
- 1月8日 - 優希 (タルトタタン)
- 1月17日 - 京極友香 (さんみゅ〜)
- 1月20日 - 名倉かおり (仮面ライダーGIRLS)
- 1月26日 - 山崎隼 (フジロッ久 (仮))
- 2月1日 - 保坂朱乃 (GALETTe)
- 2月1日 - Mukky、Iori (HEY-SMITH)
- 2月16日 - 坂本夏樹 (She Her Her Hers)
- 2月22日 - Ebi (POP DISASTER)
- 2月28日 - 佐々木柚香、岩永亞美 (SKE48)
- 2月28日 - 仲野珠梨、美月柚香 (BELLRING少女ハート)
- 2月28日 - 二本木潤 (THE MAN)
- 3月31日 - ケイ伯爵 (ザ・キャプテンズ)
- 3月5日 - 宮下孝太 (asobius)
- 3月7日 - 厚志、BOSS (石鹸屋)
- 3月9日 - 後藤裕亮 (THE STARBEMS)
- 3月18日 - オガチ、JOTARO (FUNKIST)
- 3月23日 - REIJI (dustbox)
- 3月27日 - Junet Kobayashi (TAMTAM)
- 3月27日 - 宗本花音里 (Maison book girl)
- 3月28日 - キム (あらかじめ決められた恋人たちへ)
- 3月28日 - 長野せりな (アイドリング!!!)
- 3月30日 - 金山尚右、田村三果 (CHEESE CAKE)
- 3月31日 - 小林亜実、荻野利沙、古川愛李 (SKE48)
- 3月31日 - 近藤研二 (栗コーダーカルテット)
- 3月31日 - Duran (a flood of circle)
- 3月31日 - 古川愛李 (SKE48)
- 4月2日 - スペンサー・スミス（パニック!アット・ザ・ディスコ）[63]
- 4月3日 - 山田菜々 (NMB48)
- 4月3日 - ユカコラブデラックス (BiSH)
- 4月4日 - 岩崎夢生 (愛乙女★DOLL)
- 4月4日 - 畠中清羅 (乃木坂46)
- 4月13日 - うつみようこ (インディーズ電力)
- 4月23日 - 清菜月 (清竜人25)
- 4月24日 - ヤマザキタケシ (メレンゲ)
- 4月25日 - 蓮尾理之 (385)
- 5月13日 - 水野晴子 (しず風&絆〜KIZUNA〜)
- 5月26日 - 水野真里菜 (LinQ)
- 5月31日 - ミズタマリ (プラニメ)
- 5月31日 - 菅原梨央 (アイリス (by MORADOLL))
- 6月6日 - 二宮友和 (eastern youth)
- 6月12日 - 島村嬉唄 (カントリー・ガールズ)
- 6月16日 - 瀧谷翼 (MONOBRIGHT)
- 6月21日 - 君島光輝、木元みずき (palet)
- 6月25日 - 辻凡人 (bonobos)
- 6月29日 - 加藤小判 (this is not a business)
- 6月30日 - RINO (LAGOON)
- 7月1日 - 飯島誓 (勝手にしやがれ)
- 7月4日 - 宮川怜也 (go!go!vanillas)
- 7月6日 - 塚田恵未 (Pottya)
- 7月12日 - えみ (少年ナイフ)
- 7月12日 - 秋元瑠海、富永美杜、早坂香美 (Dorothy Little Happy)
- 7月12日 - 木村早希、由地成美 (LinQ)
- 7月16日 - 藤田あかり (Party Rockets GT)
- 7月17日 - TOMO (THE CHERRY COKE$)
- 7月18日 - 高野祐衣 (NMB48)
- 7月18日 - 村田智史、大貫朋也 (真空ホロウ)
- 7月30日 - HIROMITSU (RADIOTS)
- 7月31日 - ゆちよ (本棚のモヨコ)
- 8月4日 - 川栄李奈 (AKB48)
- 8月7日 - 荒内塁 (ピロカルピン)
- 8月9日 - 橋本耀 (AKB48)
- 8月10日 - 秋山ゆりか (チャオ ベッラ チンクエッティ)
- 8月17日 - 神谷悠介、3310、リュカ、きゅー (アポロ計画)
- 8月18日 - キボム（SUPER JUNIOR）
- 8月29日 - KAT (Septaluck)
- 8月31日 - 松井玲奈 (SKE48)
- 9月12日 - 尾瀬松島 (paionia)
- 9月13日 - 長谷川愛紗 (Qam)
- 9月15日 - 木下こころ (nanoCUNE)
- 9月15日 - ファズミサキ (ぽわん)
- 9月23日 - 山口智史 (RADWIMPS)
- 9月23日 - kaz. (フレデリック)
- 9月30日 - 橋本佳奈 (アイドルネッサンス)
- 9月30日 - 佐藤公俊、難波卓己 (Open Reel Ensemble)
- 10月7日 - 横珍 (ANGRY FROG REBIRTH)
- 10月12日 - 戸山押売 (恋する円盤)
- 10月19日 - 黒原優梨 (PassCode)
- 10月24日 - asCa (エレクトリックリボン)
- 10月25日 - 内田眞由美 (AKB48)
- 10月31日 - 蛇足 (ROOT FIVE)
- 11月1日 - 佐藤謙介 (踊ってばかりの国)
- 11月3日 - 酒田耕慈 (忘れらんねえよ)
- 11月11日 - 原田まゆ (欅坂46)
- 11月15日 - 藤城アンナ (BELLRING少女ハート)
- 11月26日 - MICHELLE (1000say)
- 11月29日 - 福田花音 (アンジュルム)
- 12月2日 - Sho (MY FIRST STORY)
- 12月6日 - MISSY (トライアンパサンディ)
- 12月11日 - ソンソン弁当箱 (ソンソン弁当箱)
- 12月13日 - 小松ひな (lyrical school)
- 12月16日 - 斎藤秀平、森野光晴 (tonetone)
- 12月23日 - 西山怜那 (AKB48)
- 12月27日 - 梅本泉 (HKT48)
- 12月28日 - 中野佑美、武田紗季 (palet)
- 12月30日 - 槙田紗子 (PASSPO☆)
- 12月30日 - 山内遥 (さんみゅ〜)
- 12月31日 - 鞘師里保 (モーニング娘。)
- 12月31日 - ハミ (Juliet)
- 12月31日 - MMEEGG!!! (NATURE DANGER GANG)

### 引退
- 3月31日 - 後藤彩 (SUPER☆GiRLS)
- 3月31日 - 小川麻琴 (モーニング娘。)
- 5月30日 - 鈴木紫帆里 (AKB48)
- 5月31日 - ローラ・シュクレーヌ (アフィリア・サーガ)
- 10月7日 - 市來杏香[64][65]
- 11月30日 - 松下唯
- 12月28日 -  小西彩乃[66]

## 事件・事故
| 3月3日  | 高野政所          | 大麻取締法違反容疑                              |
| 5月1日  | BIG RON           | 大麻取締法違反（輸入）容疑                      |
| 6月25日 | 桂銀淑            | 覚せい剤使用容疑                                |
| 7月2日  | 田口智治（C-C-B） | 覚醒剤取締法違反（所持）容疑（9月16日有罪判決） |
| 7月7日  | CAP（ZOO）        | 麻薬特例法違反容疑                              |

## 改名・表記変更
- 1月1日 - ベイビーレイズ→ベイビーレイズJAPAN
- 1月11日 - LUI◇FRONTiC◆松隈JAPAN→LUI FRONTiC 赤羽JAPAN
- 3月9日 - ワタナベマユ→Mayu
- 3月20日 - DPG→夏の魔物(→THE 夏の魔物)
- 4月2日 - CHEESE CAKE→MOSHIMO
- 6月1日 - プラニメ→POP(→GANG PARADE)
- 7月8日 - THE ポッシボー→チャオ ベッラ チンクエッティ
- 9月 - UPLIFT SPICE→THE MUSMUS
- 9月28日 - (アリス九號→アリス九號.→)Alice Nine→A9(→アリス九號.)
- 10月11日 - STEREO JAPAN→Edge Dub Monkeyz
- 10月12日 - Party Rockets→Party Rockets GT
- 11月1日 - メンバー全員（ROOT FIVE）
- 12月1日 - Stand-Up! Hearts→イケてるハーツ

## 死去
- 1月2日 - リトル・ジミー・ディケンズ（ アメリカ合衆国、歌手 * 1920年）[67]
- 1月5日 - 唯是震一（北海道、作曲家・筝曲家 * 1923年）[68]
- 1月10日 - チェスキーナ・永江洋子（ 日本・ イタリア、ハープ奏者・音楽家支援者 * 1932年）[69]
- 1月12日 - エレナ・オブラスツォワ（英語版）（ ロシア、オペラ歌手 * 1939年）[70]
- 1月15日 - キム・フォーリー（ アメリカ合衆国、ミュージシャン・音楽プロデューサー * 1939年）[71]
- 1月16日
  - 中山靖子（ 日本、ピアニスト * 1921年）[72][73]
  - 姚貝娜（中国語版）（ 中国、歌手 * 1981年）[74]
- 1月17日 - Origa（ ロシア・ 日本、シンガーソングライター * 1970年）[75]
- 1月19日 - 矢吹健（山梨県、歌手 * 1945年）[要出典]
- 1月28日 - 中山康樹（大阪府、音楽評論家 * 1952年）[76]
- 1月29日 - 眞鍋理一郎（東京都、作曲家 * 1924年）[77]
- 2月1日 - アルド・チッコリーニ（ イタリア・ フランス、ピアニスト * 1925年）[78]
- 2月14日
  - シーナ（福岡県、歌手、シーナ&ザ・ロケッツメンバー * 1953年）[79]
  - 草刈雄士（ 日本、ミュージシャン、元ズットズレテルズメンバー * 1991年）[80]
- 2月17日 - 横溝亮一（東京都、音楽評論家 * 1931年）[81]
- 2月21日 - クラーク・テリー（ アメリカ合衆国、トランペット奏者 * 1920年）[82]
- 2月22日 - 三島大輔（千葉県、作曲家 * 1941年）[83]
- 3月1日 - オリン・キープニュース（ アメリカ合衆国、音楽プロデューサー * 1923年）[84]
- 3月13日 - デイヴィッド・アレン（ オーストラリア、ミュージシャン、元ソフト・マシーン/ゴングメンバー * 1938年）[85]
- 3月15日 - マイク・ポーカロ（ アメリカ合衆国、ベーシスト、TOTOメンバー * 1955年）[86]
- 3月16日 - アンディ・フレイザー（ イギリス、ベーシスト、フリーメンバー * 1952年）[87]
- 3月24日
  - オレグ・ブリヤク（ カザフスタン・ ドイツ、オペラ歌手 * 1960年）[88]
  - マリア・ラドナー（ ドイツ、オペラ歌手 * 1981年）[88]
- 3月26日 - ジョン・レンボーン（ イギリス、ギタリスト・作曲家、元ペンタングルメンバー * 1944年）[89][90]
- 4月3日 - カヤハン（英語版）（ トルコ、シンガーソングライター * 1949年）[91]
- 4月8日 - 千葉はな（富山県、歌手、羊毛とおはなメンバー * 1979年）[92]
- 4月14日 - パーシー・スレッジ（ アメリカ合衆国、ソウル歌手 * 1941年）[93]
- 4月20日
  - 加瀬邦彦（東京府、作曲家・音楽プロデューサー、ザ・ワイルドワンズメンバー * 1941年）[94]
  - ゲイリー・ブレイン、 （ ニュージーランド、指揮者 * 1943年）[95]
- 4月25日 - 江藤勲（ 日本、ベーシスト、元ジャッキー吉川とブルー・コメッツメンバー * 1943年）[96]
- 4月26日 - 有賀のゆり（ 日本、チェンバロ奏者 * 1929年)[97]
- 4月29日 - 矢島賢（ 日本、ギタリスト * 1950年）[98]
- 4月30日 - ベン・E・キング（ アメリカ合衆国、ソウル歌手 * 1938年）[99]
- 5月3日 - 澤“sweets”ミキヒコ（ 日本、デジタルパーカッション奏者、ふぇのたすメンバー * 1990年）[100]
- 5月4日 - DEV LARGE（東京都、ヒップホップミュージシャン * 1969年）[101]
- 5月14日 - B.B.キング（ アメリカ合衆国、ブルースギタリスト・歌手・作曲家 * 1925年）[102]
- 5月20日 - ボブ・ベルデン（テナーサックス奏者・作曲家 * 1956年）
- 5月22日 - 大内義昭（歌手・作曲家 * 1960年）
- 5月22日 - 丸山夏鈴（歌手・タレント * 1993年）
- 6月11日 - ロン・ムーディー（俳優・作曲家・歌手・作家 * 1924年）
- 6月11日 - オーネット・コールマン（ジャズサックス奏者 * 1930年）
- 6月14日 - ワルター・ウェラー（ヴァイオリニスト・指揮者 * 1939年）
- 6月19日 - 横井弘（作詞家 * 1926年）
- 6月22日 - ジェームズ・ホーナー（作曲家 * 1953年）
- 6月27日 - 水島哲（作詞家 * 1929年）
- 6月27日 - クリス・スクワイア（ミュージシャン、イエス * 1948年）
- 7月7日 - 菊地雅章（ジャズピアニスト * 1939年）
- 7月8日 - 相倉久人（音楽評論家 * 1931年）
- 7月8日 - 石田長生（ギタリスト、元Voice&Rhythm * 1952年）
- 7月13日 - 渡辺英樹（ベーシスト、元C-C-B * 1960年）
- 7月18日 - 只野通泰（作曲家 * 1923年）
- 7月19日 - 高橋のぶ（ミュージシャン、元トランザム * 1949年）
- 7月21日 - 川崎敬三（俳優・元歌手 * 1933年）
- 7月22日 - 佐々木襄（声楽家、ロイヤルナイツ * 1937年）
- 7月23日 - 椎名もた（ボカロP * 1995年）
- 7月28日 - 5代目稀音家六四郎（三味線奏者 * 1957年）
- 7月30日 - リン・アンダーソン（歌手 * 1947年）
- 8月2日 - 小川銀次（ギタリスト * 1956年）
- 8月4日 - 菅原やすのり（歌手 * 1945年）
- 8月16日 - 奥成達（詩人・ジャズ評論家・著述家・作詞家・トランペット奏者 * 1942年）
- 8月27日 - DJ Deckstream（DJ・トラックメイカー * 1977年）
- 9月20日 - 安保由夫（俳優・作曲家 * 1948年）
- 9月24日 - 戸田敏子（アルト歌手・声楽家 * 1922年）
- 9月24日 - 川島なお美（女優・タレント・歌手 * 1960年）
- 9月24日 - samfree（ソングライター * 1984年）
- 9月26日 - 助川敏弥（作曲家・音楽評論家 * 1930年）
- 9月29日 - フィル・ウッズ（ジャズミュージシャン * 1931年）
- 10月12日 - 熊倉一雄（俳優・声優・歌手 * 1927年）
- 10月15日（報道日） - TAKAE（ボーカリスト、元Gacharic Spin）
- 10月20日 - まつもとひろし（ゲーム作曲家 * 1968年）
- 10月27日 - 松来未祐（声優・歌手、元絶望少女達/元N± * 1977年）
- 11月9日 - アンディ・ホワイト（ドラマー、5人目のビートルズ * 1930年）
- 11月10日 - アラン・トゥーサン（ピアニスト・歌手・プロデューサー * 1938年）
- 11月11日 - フィル・テイラー（ドラマー、元モーターヘッド * 1954年）
- 11月23日 - 今井洋介（写真家・ミュージシャン・タレント * 1984年）
- 11月30日 - 岡本おさみ（作詞家 * 1942年）
- 12月3日 - スコット・ウェイランド（ミュージシャン、元ストーン・テンプル・パイロッツ * 1967年）
- 12月6日 - フランツル・ラング（ヨーデル歌手 * 1930年）
- 12月9日 - 野坂昭如（作家・作詞家・政治家 * 1930年）
- 12月16日 - 安藤昇（ヤクザ・俳優・小説家・歌手・プロデューサー * 1926年）
- 12月19日 - クルト・マズア（指揮者 * 1927年）
- 12月23日 - 鈴木道明（作詞家・作曲家 * 1920年）
- 12月24日 - 国本武春（浪曲師 * 1960年）
- 12月28日 - レミー・キルミスター（ミュージシャン、モーターヘッド * 1945年）
- 12月31日 - ナタリー・コール（歌手 * 1950年）